# Баланс работа-жизнь
Баланс работа-жизнь — баланс между работой и личной жизнью. Баланс может быть неблагоприятным по своей природе (например, конфликт между работой и личной жизнью) или может быть полезным (например, обогащение работы и личной жизни). Недавние исследования показали стирание границы между работой и личной жизнью, особенно для работников, использующих технологии.

## Доминирующие теории
Несколько теорий объясняют различные аспекты взаимоотношений между работой и семейной жизнью, две из них фундаментальные:
- теория пределов
- теория границ.

Теория пределов делит социальную жизнь на две взаимозависимые части: работу и семью.
Теория границ рассматривает влияние каждой части на другую.
Развитие информационных и коммуникационных технологий радикально изменило взаимодействие между работой и личной жизнью. Теперь работу можно завершить в любое время и в любом месте, а это означает, что сферы с большой вероятностью будут смешаны, а границ практически нет.
В спектре пределы-границы использовались семь доминирующих социологических теорий:
- структурный функционализм
- сегментация
- компенсация
- дополнительная и реактивная компенсация
- повышение роли
- перелив
- модель обогащения труда[6].

### Структурный функционализм
В начале XX века промышленная революция отделила экономическую работу от семейного дома. Технологические достижения XIX века в машиностроении и производстве положили начало отделению работы от семьи.
Структурный функционализм был одной из доминирующих социологических теорий XX века.
Теория возникла после Второй мировой войны, под влиянием промышленной революции и изменений социальных ролей мужчин и женщин в этот период.
Эта теория подразумевает, что жизнь связана главным образом с двумя отдельными сферами:
- продуктивная жизнь (происходит на рабочем месте)
- аффективная жизнь (происходит дома).

Существует радикальное разделение между работой (институтом, рабочим местом или рынком) и семьёй. Лучше всего, «когда мужчины и женщины специализируются в своей деятельности в отдельных сферах, женщины дома, а мужчины на рабочем месте выполняют инструментальные задачи» (Kingsbury & Scanzoni, 1993; по цитате). в MacDermid, 2005:18).

### Жадные учреждения
Утверждалось, что конфликты между работой и семьей, в частности ролевые конфликты, можно интерпретировать с точки зрения концепции «жадных институтов» Льюиса А. Козера (жадные институты это религиозные ордена, секты, научные круги, спорт высшего уровня, армия и высшее руководство). «Жадные институты» предъявляют всеохватывающие требования к приверженности и лояльности людей и склонны препятствовать участию в других социальных сферах. С другой стороны, семья также интерпретировалась как жадный институт, учитывая требования, предъявляемые к опекуну. Когда человек вовлечен в работу двух жадных институтов — будь то детский сад и университет, семья и армия или другие — возникают конфликты задач и ролей.
По результатам опроса LinkedIn (2020 год), основанных на более чем 2,9 миллионах ответов, был сделан вывод, что у сотрудников, пытающихся найти баланс между работой и личной жизнью, в 4,4 раза чаще проявляются симптомы профессионального выгорания.

### Сегментация
Согласно этой теории работа и семья не влияют друг на друга, поскольку они сегментированы и независимы друг от друга.Синонимами являются термины «разделение», «независимость», «отдельность», «отстраненность», «нейтралитет» и «отстраненность» для описания этой теории.

### Теория компенсации
В 1979 году Пиотрковски утверждал, что, согласно теории компенсации, дом это убежище, семья это источник удовлетворения, которого не хватает в профессиональной сфере". В теории компенсации впервые признано положительное влияние работы на семью.

### Дополнительная и реактивная компенсация
Теории дополнительной и реактивной компенсации представляют собой две дихотомии теории компенсации, которые были разработаны в конце 1980-х — начале 1990-х годов. По теории компенсации о сотрудники ищут альтернативное вознаграждение в другой сфере. Теория дополнительной и реактивной компенсации ищут причину поиска компенсации между работой и семьей.

### Теория повышения роли
Согласно этой теории, сочетание определённых ролей оказывает положительное, а не отрицательное влияние на благополучие. Признаётся негативное влияние отношений между работой и семьей, но только при переходе определённого верхнего предела могут возникнуть перегрузки и страдания. При этом центральное место уделяется положительным эффектам от работы и семейных отношений. например, улучшение ресурсов.

### Негативные последствия переливов
Перелив — это процесс, при котором опыт сотрудника в одной области влияет на его опыт в другой области. Эффект может быть и положительный и отрицательный. Перелив как самый популярный взгляд на отношения между работой и семьей рассматривает многомерные аспекты отношений на работе и в семье.
Согласно исследованию Indeed(2021 год), 53 % работников на местах сочли трудным перестать думать о работе в свободное время.

### Модель обогащения работы
Эта теория является одной из последних моделей, объясняющих взаимосвязь между работой и семьей. Согласно этой модели, опыт работы в одной роли (работе или семье) повышает качество жизни в другой роли.

## Конфликт между работой и семьей
В конфликте между работой и личной жизнью, исследования фокусируются на изучении конфликта между различными ролями, которые люди играют в обществе, особенно ролями на работе и ролью члена семьи.
В этом межролевом конфликте Гринхаус и Бойтелл (1985) выделяют три источника конфликта между работой и семьей (с.76):
1. «время, уделяемое требованиям одной роли, затрудняет выполнение требований другой» ;
2. «напряжение от участия в одной роли затрудняет выполнение требований другой»
3. «Специфическое поведение, требуемое одной ролью, затрудняет выполнение требований другой» .

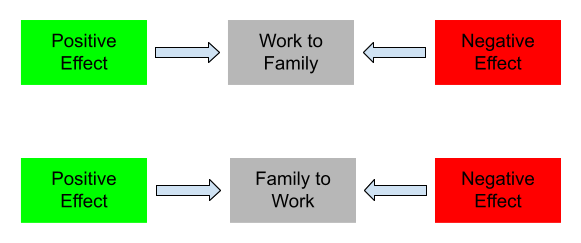
Интерфейс между работой и личной жизнью

Концептуально конфликт между работой и семьей является двунаправленным.
Учёные различают:
- конфликт между работой и семьей (WFC)
- конфликт между семьей и работой (FWC).

Конфликт между работой и семьёй может возникнуть при продолжительном, нерегулярном или негибком рабочем дне. Конфликт между семьей и работой может возникать, когда родитель хочет взять отпуск на работе, чтобы позаботиться о больном ребенке.
Две формы конфликта тесно связаны друг с другом, но больше внимания уделяется конфликту работа-семья, потому что требования семьи более эластичны, чем требования на работе. Кроме того, исследования показали, что рабочие роли с большей вероятностью мешают семейным ролям, чем семейные роли — рабочим.
Аллен, Херст, Брук и Саттон (2000) описывают в своей статье три категории последствий, связанных с конфликтом работа-семья:
- удовлетворенность работой
- производительность работы[англ.]
- депрессия или злоупотребление психоактивными веществами

Конфликт работа-семья отрицательно влияет на удовлетворенность работой, эта связь более выражена у женщин.
Подавляющее большинство исследований конфликта работа-семья, проводились в западных странах, таких как США. Поэтому обобщаемость их результатов находится под вопросом. Существуют исследования конфликта работа-семья и в других странах (Тайвань и Индия).
Лу, Као, Купер, Аллен, Лапьер, О’Дрисколл, Поэлманс, Санчес и Спектор (2009) не смогли обнаружить никаких культурных различий в результатах по Великобритании и Тайваню. Аналогично, Пал и Саксвик (2008) также не обнаружили специфических культурных различий между сотрудниками из Норвегии и Индии. Тем не менее, необходимы дополнительные межкультурные исследования, чтобы понять культурные аспекты конструкции конфликта работа-семья.
Нильсон, Карлсон и Ланкау (2001) исследовали влияние поддерживающего наставника на работе, однако механизмы влияния наставника на взаимодействие работа-семья остаются неясными.
Хаммер, Коссек, Энгер, Боднер и Циммерман (2011) провели полевое исследование и показали, что обучение руководителей более поддерживающему поведению в семье привело к улучшению физического здоровья сотрудников с высоким уровнем конфликта работа-семья. При этом у сотрудников, имеющих низкий уровень конфликта работа-семья, снизилось физическое здоровье. Это показывает, что, хотя вмешательство может помочь, важно сосредоточить внимание на людях с высоким уровнем конфликта.
Другое исследование (Wilson, Polzer-Debruyne, Chen, & Fernandes, 2007) показало, что обучение сотрудников помогает сократить сменную работу, вызывающую конфликт работа-семья.
Некоторые меры кажутся более адекватными для уменьшения конфликта между семьей и работой, чем между работой и семьёй (Hammer et al., 2011). Прежде чем можно будет найти оптимальные методы, необходимы дополнительные исследования.

## Обогащение работы и семьи
Обогащение — это форма положительного эффекта, когда участие в одной области создает преимущества и/или ресурсы, которые затем могут улучшить производительность или участие в другой области (Greenhaus & Powell, 2006). Например, участие в семейной роли облегчается участием в рабочей роли (Wayne, Musisca & Fleeson, 2004).
Обогащение связано с положительными организационными результатами (удовлетворенность работой и усилиями (Wayne et al., 2004). Существует несколько потенциальных источников обогащения. Примеры: ресурсы (например, позитивное настроение), полученные в одной роли, приводят к лучшему функционированию в другой роли (Sieber, 1974) или навыки и отношения, приобретенные в одной роли, полезны в другой роли (Crouter, 1984)).
Большинство исследователей различают обогащение работа-семья, и тем, что называется обогащением семья-работа. Когда участие в работе дает навыки, поведение или позитивное настроение, которые положительно влияют на семейную жизнь, происходит обогащение семьи.
Когда участие в семейной сфере приводит к позитивному настроению, ощущению успеха или поддержки, которые помогают людям лучше справляться с проблемами на работе, чувствовать себя более уверенно и, в конечном итоге, быть более продуктивными на работе, происходит обогащение работы (Уэйн и др., 2004).
Было показано, что такие черты личности, как экстраверсия и открытость опыту, положительно связаны с обогащением и работы и семьи (Wayne et al., 2004). Помимо индивидуальных качеств, ресурсы и навыки, полученные на работе, способствуют обогащению работы и семьи (Voydanoff, 2004). Такие способности, как навыки межличностного общения, приобретаемые на работе, могут затем способствовать конструктивному общению с членами семьи.

## Роль организатора и руководителя
Исследования роли организации и руководителя в сокращении конфликта работа-семья показали, что общая поддержка со стороны организации помогает сотрудникам решать семейные проблемы, поэтому организационная поддержка отрицательно связана с конфликтом работа-семья (чем больше поддержка, тем меньше конфликт) (Kossek, Pichler, Bodner & Hammer, 2011) Более того, Коссек и др. (2011) показали, что поддержка, специфичная для рабочей семьи, сильнее влияет на конфликт работа-семья, уменьшая его (негативная связь с конфликтом). Интересные результаты других исследователей показывают, что организационная культура, ориентированная на семью, также оказывает косвенное влияние на конфликт работа-семья через поддержку руководителя и коллег (Dolcoy & Daley, 2009). Удивительно, но некоторые исследования также показывают, что использование предоставляемых ресурсов, таких как поддержка по уходу за детьми или гибкий график работы, не имеет прямой связи с конфликтом работа-семья (Hammer, Neal, Newson, Brockwood & Colton, 2005), что противоречит общепринятым предположениям.
Как показали Моэн и Ю (2000) поддержка руководителя является индикатором более низкого уровня конфликта работа-семья. Дальнейшую поддержку этой гипотезы даёт исследование, проведенное Томпсоном и Проттасом (2005). Метаанализ Kossek et al. (2011) показал, что генеральный надзор отрицательно связан с конфликтом работа-семья. Опять же, поддержка руководителя на работе и семье имеет более сильную отрицательную связь с конфликтом работа-семья.
Третий источник поддержки на рабочем месте: коллеги. Неформальная поддержка со стороны коллеги не только коррелирует с положительными аспектами, такими как удовлетворенность работой, но также отрицательно связана с отрицательными переменными, такими как конфликт работа-семья (Dolcos & Doley, 2009; Thompson & Prottas, 2005).
С точки зрения обогащения работы и семьи, руководители и организации способны предоставить важные ресурсы (например, навыки и финансовые льготы) и оказать положительное влияние.

## Методы исследования
Методологический обзор Каспера, Эби, Бордо, Локвуда и Ламберта (2007) обобщает методы исследования, использованные в области исследования семьи и работы с 1980 по 2003 год. Выборка исследования включает в себя различные типы семей, и большинство исследований основано на опросах.

## История
Лилиан Моллер Гилбрет заложила философскую основу баланса между работой и личной жизнью.